# Joachim Weimann
Joachim Weimann (* 14. Februar 1956 in Düsseldorf) ist Professor für Volkswirtschaftslehre an der Otto-von-Guericke-Universität Magdeburg.

## Leben
Joachim Weimann studierte Volkswirtschaft an der Universität Bielefeld. Er promovierte 1986 und erhielt nach der Habilitation an der Universität Dortmund 1992 einen Ruf an die Ruhr-Universität Bochum. 1994 wechselte er nach Magdeburg auf den Lehrstuhl für Wirtschaftspolitik. Zwischen 1998 und 2008 war er Dekan der Fakultät für Wirtschaftswissenschaft (FWW). Weimann ist Mitglied des Wissenschaftlichen Beirats der wirtschaftspolitischen Fachzeitschrift Wirtschaftsdienst. Er ist wissenschaftlicher Direktor des Magdeburger Experimentallabors für Wirtschaftsforschung. Von 2006 bis 2021 war er Vorsitzender der Gesellschaft für experimentelle Wirtschaftsforschung (GfeW). Von 2012 bis 2018 war bzw. ist er Mitglied des Senatsausschusses und des Bewilligungsausschusses der DFG für Graduiertenkollegs. Er ist Mitglied von Acatech, der Deutschen Akademie der Technikwissenschaften.
Weimanns Forschungsschwerpunkte sind Umweltökonomik, Wirtschaftspolitik, Glücksforschung, Verhaltensökonomik und experimentelle Wirtschaftsforschung. Neben zahlreichen Veröffentlichungen in internationalen Journalen hat er Lehrbücher verfasst zur Umweltökonomik (3. Auflage 1995), zur Wirtschaftspolitik (5. Auflage 2009) und zur Experimentellen Wirtschaftsforschung (1. Auflage 2019). Alle Lehrbücher sind im Springer-Verlag erschienen.

## Preise und Auszeichnungen
Weimann erhielt 2001 den Forschungspreis der Otto-von-Guericke-Universität Magdeburg, 2006 zusammen mit Ronnie Schöb den Woitschach-Forschungspreis. sowie 2013 den Schmölders-Forschungspreis des Sozialwissenschaftlichen Ausschusses des Vereins für Socialpolitik zusammen mit Ronnie Schöb, Andreas Knabe und Steffen Rätzel.

## Wirtschaftspolitische Empfehlungen
Neben seiner Forschungsarbeit hat sich Joachim Weimann auch immer wieder zu aktuellen Problemen der Wirtschaftspolitik geäußert. So veröffentlichte er zusammen mit seinem Kollegen Ronnie Schöb im Jahr 2002 das Buch Arbeit ist machbar, in dem die "Magdeburger Alternative" vorgestellt wird, ein Reformvorschlag der insbesondere auf die Senkung der Arbeitslosigkeit gering qualifizierter Menschen abzielt.
Klimapolitik
In seinem Buch Die Klimapolitik-Katastrophe kritisiert Weimann die deutsche Klimapolitik mit staatlichen Vorschriften und Subventionen. Aus seiner Sicht ist diese Politik nicht in der Lage, kosteneffiziente Klimapolitik zu gewährleisten. Im Kern fordert er, Emissionsminderungen so zu organisieren, dass sie zu minimalen Kosten pro Tonne Kohlendioxid erreicht werden kann, weil nur so mit den begrenzten Ressourcen, die zum Klimaschutz zur Verfügung stehen, eine maximale Emissionsvermeidung erreicht werden kann. Er plädiert deshalb für eine Besteuerung der Emissionen oder einem erweiterten Zertifikatehandel, weil diese Instrumente Kosteneffizienz sichern. Eine solche Lösung ermöglicht im Gesamtmix durchaus noch die Weiternutzung bestehender Energieträger, wie der Braunkohle, solange diese auch bei veränderten Rahmenbedingungen noch wirtschaftlich ist. Die Entscheidung hierüber müsse der Markt treffen. Der EU-Emissionshandel, der bislang nur Industrie, Kraftwerke und Teile des Luftverkehrs umfasse, solle auch die Sektoren Verkehr und Wärme einbinden; dies sei effizienter. Diesen Standpunkt vertritt er auch in dem Organ der Initiative Deutsche Braunkohle. Im Januar 2020 erhielt er den Ordnungspolitischen Preis des Verbandes Die Familienunternehmer für seinen Artikel "Unterschätzter Zertifikatehandel".
Rentenreform
Zusammen mit seinem Magdeburger Kollegen Andreas Knabe hat er 2017 einen Vorschlag zur Rentenreform veröffentlicht, der später in Zusammenarbeit mit hessischen Landespolitikern zu dem Konzeptpapier der "Deutschlandrente" weiterentwickelt worden ist. Im Kern besteht die Deutschlandrente aus drei Elementen: Erstens wird bei der privaten Rentenversicherung ein Übergang von einer Opt-in zu einer Opt-out Lösung vorgeschlagen. Zweitens soll ein staatlich organisierter Deutschland-Fonds ein Standardprodukt für die private Rentenversicherung anbieten und drittens soll das Zulagensystem der Riester-Rente radikal vereinfacht werden. Alle diese Vorschläge basieren auf verhaltensökonomischen Einsichten.
Auch im Bereich der Wirtschaftsethik vertritt Weimann eine marktorientierte Position und kritisiert die Integrative Wirtschaftsethik, wie sie z. B. Peter Ulrich vertritt.